# وونسرادیل
وونسرادیل (به هلندی: Wonseradeel) یک منطقهٔ مسکونی در هلند است که در فریسلاند واقع شده‌است. وونسرادیل ۳۱۷٫۶۸ کیلومتر مربع مساحت و ۱۱٬۸۸۶ نفر جمعیت دارد.